# HD 223128
HD 223128，又名BD+65 1943，SAO 20838、HR 9005，是一颗恒星，视星等为5.95，位于銀經116.59，銀緯4.71，其B1900.0坐标为赤經23h 41m 50.3s，赤緯+66° 4.71′ 37″。